# Delray Beach Challenger
Il Delray Beach Challenger è stato un torneo professionistico di tennis giocato su campi in cemento. Faceva parte dell'ATP Challenger Series. Si è giocata una sola edizione, a Delray Beach negli Stati Uniti.

## Albo d'oro

### Singolare
| Anno | Campione    | Finalista | Punteggio |
| ---- | ----------- | --------- | --------- |
| 1997 | Todd Martin | Eyal Ran  | 6–2, 6–0  |

### Doppio
| Anno | Campioni                   | Finalisti                    | Punteggio |
| ---- | -------------------------- | ---------------------------- | --------- |
| 1997 | Michael Sell Kevin Ullyett | Oren Motevassel Daniele Musa | 6–3, 6–3  |